# Stickstoffmonoxid
Stickstoffmonoxid, kurz NO, ist ein farb- und geruchloses, an Luft instabiles Gas mit der Formel N=O. Es ist eine chemische Verbindung aus den Elementen Stickstoff und Sauerstoff und gehört zur Gruppe der Stickoxide. NO ist ein Radikal.

## Eigenschaften
Das Stickstoffmonoxid hat eine molare Masse von 30,01 g/mol, der Schmelzpunkt liegt bei −163,6 °C, der Siedepunkt bei −151,8 °C. Die kritische Temperatur für NO beträgt −93 °C und der kritische Druck liegt bei 6,4 MPa.
In Wasser ist Stickstoffoxid wenig löslich. Die Bindungslänge der N=O Bindung beträgt 117 pm. Unter Einwirkung von Sauerstoff und anderen Oxidationsmitteln wird NO sehr schnell zu braunem Stickstoffdioxid oxidiert, das in Wasser zu Salpetersäure und Salpetriger Säure disproportioniert. Außer mit Iod reagiert es mit Halogenen zu Nitrosylhalogeniden, wie z. B. Nitrosylchlorid. Unter Einwirkung von Schwefeldioxid wird Stickstoffoxid zu Distickstoffoxid reduziert.
Durch die schnelle Umwandlung in Stickstoffdioxid an der Luft wirkt Stickstoffmonoxid schleimhautreizend, und durch die Bildung von Methämoglobin wirkt Stickstoffmonoxid toxisch. Die Ausbildung der Methämoglobinämie beruht auf einer Reaktion von HbO2 mit NO selbst, wobei Nitrat und Methämoglobin entstehen, sowie auf der Reaktion mit aus NO entstandenem Nitrit.
{\displaystyle \mathrm {Hb(Fe^{3+}){-}O{-}O^{-}+NO_{2}^{-}+H_{2}O\longrightarrow } }{\displaystyle \mathrm {Hb(Fe^{3+})OH+NO_{3}^{-}+OH^{-}} } 

## Herstellung
Labortechnisch kann NO durch Reduktion von etwa 65-prozentiger Salpetersäure mit Kupfer gewonnen werden. Das Produkt ist aber relativ unrein. Reines Stickstoffmonoxid ist zugänglich
- aus einer Lösung von Kaliumnitrit und Kaliumiodid in Wasser, in die Schwefelsäure getropft wird:
 {\displaystyle \mathrm {2\ KNO_{2}+2\ KI+2\ H_{2}SO_{4}\longrightarrow } }{\displaystyle \mathrm {2\ {}^{\bullet }\mathrm {NO} +I_{2}+2\ K_{2}SO_{4}+2\ H_{2}O} }
 Statt Kaliumiodid kann auch Kaliumhexacyanoferrat(II) verwendet werden:
 {\displaystyle \mathrm {KNO_{2}+K_{4}[Fe(CN)_{6}]+H_{2}SO_{4}\longrightarrow } }{\displaystyle \mathrm {{}^{\bullet }\mathrm {NO} +K_{3}[Fe(CN)_{6}]+K_{2}SO_{4}+H_{2}O} }
- aus Nitrosylhydrogensulfat und Quecksilber
- aus Natriumnitrit und Schwefelsäure:
 {\displaystyle \mathrm {6\ NaNO_{2}+3\ H_{2}SO_{4}\longrightarrow } }{\displaystyle \mathrm {4\ {}^{\bullet }\mathrm {NO} +2\ H_{2}O+3\ Na_{2}SO_{4}+2\ HNO_{3}} }
- aus Eisen(II)-sulfat und einer Mischung von Natriumbromid und Natriumnitrit. Das Endprodukt dieser einfachen Reaktion enthält 98,8 % NO und 1,2 % N2.

Industriell wird das Gas durch die katalytische Ammoniakverbrennung (Ostwald-Verfahren) gewonnen. Früher wurde das Gas großtechnisch auch durch sogenannte Luftverbrennung von Stickstoff und Sauerstoff in einem elektrischen Lichtbogen gewonnen. Die verwendeten Verfahren (Birkeland-Eyde-Verfahren, Schönherr-Verfahren, Pauling-Verfahren) zielten auf einen möglichst kurzen Kontakt der Gase mit dem sehr heißen Flammbogen ab, um so das Reaktionsgleichgewicht zum Stickstoffmonoxid zu verschieben. Da hierbei sehr viel elektrische Energie benötigt wird, sind die Verfahren nicht konkurrenzfähig zum Ostwaldverfahren und werden nicht mehr eingesetzt.

## Verwendung

### Technisch
Stickstoffoxid tritt als Zwischenprodukt bei der technischen Herstellung von Salpetersäure auf und wird zusammen mit Stickstoffdioxid zur Herstellung von Nitriten verwendet. Reinstes Stickstoffmonoxid wird als Prüfgas zur Kalibrierung von Messgeräten eingesetzt.

### Medizinisch
Stickstoffmonoxid hat eine erweiternde Wirkung auf die Blutgefäße und wird in der Lunge sowie unter anderem bei Sepsis durch ein körpereigenes Enzym, die endotheliale Stickstoffmonoxid-Synthase (eNOS), aus der Aminosäure L-Arginin abgespalten.
Originalarbeiten und Meta-Analysen sowie systematische Übersichtsarbeiten belegen die protektiven Wirkungen von NO und seiner Vorstufe L-Arginin bei Gesunden ebenso wie bei Patienten mit kardiovaskulären Erkrankungen wie Arteriosklerose, Bluthochdruck und Durchblutungsstörungen und empfehlen eine Sicherstellung der NO-Bildung durch eine gezielte Zufuhr ausreichender Mengen an L-Arginin.
Das Gasgemisch INOmax des Herstellers Linde AG wurde 1999 durch die Food and Drug Administration (FDA) in den USA und 2001 durch die Europäische Kommission in der EU für die Behandlung von Neugeborenen bei Lungenversagen mit hohem Blutdruck in der Lunge zugelassen (hypoxisch respiratorische Insuffizienz, „Lungenhochdruck“). Es ist weltweit das erste medizinische Gas, das als Arzneimittel zugelassen wurde, und enthält 100, 400 oder 800 ppm (0,01 %, 0,04 % oder 0,08 %) Stickstoffmonoxid als wirksamen Bestandteil, der Rest ist inerter Stickstoff. INOmax wird als komprimiertes Gas in Aluminium-Gasflaschen vertrieben. Zur Anwendung wird es der Atemluft zugesetzt, die empfohlene Dosis liegt bei 20 ppm.
Stickstoffmonoxid wirkt sehr schnell, wodurch lebensbedrohliche Komplikationen gut behandelt werden können. In der Herzchirurgie (Klappenerkrankungen, Herztransplantationen) kann NO verwendet werden, um einen erhöhten pulmonalen Druck zu behandeln. Für die Behandlung des ARDS, einer schweren Lungenfunktionsstörung, die nach Lungenverletzungen, -entzündungen und Reizgasverätzungen auftreten kann, ist ein therapeutischer Effekt von NO nicht belegt.

## Physiologische Bedeutung
Stickstoffmonoxid ist ein bioaktives Molekül, das mit anderen Molekülen sowohl Redoxreaktionen als auch additive Reaktionen eingehen kann. Aufgrund seiner geringen Größe kann es in kurzer Zeit biologische Membranen durchqueren und lokal verschiedene Funktionen ausüben, von denen ein Teil auch destruktiv für den jeweiligen Organismus ist. Diese reichen von der Signaltransduktion im Gefäß- und Nervensystem (etwa als Transmitter bei Vasomotorik, Hämostase, Infektabwehr, neuronaler Kommunikation, in höherer Konzentration auch bei chronischen Entzündungsreaktionen, Neurodegeneration und Schock; zudem auch bei der Entstehung und Verarbeitung von Schmerzsignalen, zumindest beim Entzündungsschmerz) über die Verwendung als protektiver Radikalfänger bis zur Rolle als reaktive Stickstoffspezies bei der unspezifischen Immunabwehr. Auch in Pflanzen werden mehrere Prozesse über NO-Signale gesteuert; lediglich bei Archaeen ist fraglich, ob Stickstoffmonoxid eine biologische Funktion hat. Auf der destruktiven Seite ist die Schädigung von Proteinen und DNA zu nennen, die mit chronischem Entzündungsgeschehen in Säugetieren und daraus folgender lokaler NO-Produktion einhergeht.
Weitere Gasotransmitter sind das Kohlenstoffmonoxid und der Schwefelwasserstoff.
Das asymmetrische Dimethylarginin (ADMA) ist ein endogener Inhibitor der NO-Synthese aus L-Arginin und führt zu einer Entkopplung der eNOS-Aktivität unter Bildung von Superoxidanionradikalen, die dann mit NO zu Peroxinitrit reagieren. Das Verhältnis von L-Arginin und ADMA beeinflusst die Bildung von Stickstoffmonoxid. Die NO-Bildung sollte klar überwiegen. Die Entkopplung von eNOS durch verstärkt gebildetes ADMA (verringerter L-Arginin/ADMA-Quotient) führt zu nitrosativem Stress, und ist ein Indikator für eine Herz-Kreislauf-Erkrankung. Die Synthese von NO sollte daher durch eine ausreichende Zufuhr von L-Arginin sichergestellt sein. Stickstoffmonoxid reagiert im Blut innerhalb von Sekunden mit Oxyhämoglobin zu NO3−; Stickstoffdioxid ist dabei kein Zwischenprodukt.

### Geschichte
Ende der 1970er Jahre wurde der Pharmakologe Ferid Murad erstmals auf die physiologischen Wirkungen des Stickstoffmonoxid (NO) aufmerksam. Bei Untersuchungen mit organischen Nitraten – einer Substanzgruppe, die bei akuten Brustschmerzen eingesetzt wird – entdeckte er, dass diese NO freisetzen, welches eine Erweiterung der Blutgefäße (Vasodilatation) bewirkt. Auch der Pharmakologe Robert F. Furchgott untersuchte die Auswirkungen von Medikamenten auf die Blutgefäße. Er fand heraus, dass die innerste Gefäßschicht (Endothel) eine unbekannte Substanz (Faktor) produziert, die in der darüberliegenden Muskelschicht deren Erschlaffung (Relaxierung) herbeiführt. Da er die Substanz nicht bestimmen konnte, nannte er sie EDRF (Endothelium-derived relaxing Factor, von dem Endothel stammender, gefäßmuskulatur-erschlaffender Faktor). Erst im Laufe der 1980er Jahre gelang es, die unbekannte Substanz EDRF zu entschlüsseln. Unabhängig voneinander identifizierten Louis J. Ignarro und Robert F. Furchgott EDRF als Stickstoffmonoxid.
1998 wurde der Nobelpreis für Physiologie und Medizin an die Amerikaner Robert Furchgott, Ferid Murad und Louis J. Ignarro verliehen.
Den Forschern gelang es erstmals, die große Bedeutung des NO für die Blutversorgung von Organen und dessen Rolle als Botenstoff im Organismus nachzuweisen.
Mit den Erkenntnissen über NO erschließen sich somit neue Möglichkeiten bei der Behandlung von Gefäßerkrankungen und den dadurch bedingten Organschäden.

### Biosynthese
NO entsteht unter Verbrauch von NADPH, Tetrahydrobiopterin (BH4), Flavin-Adenin-Dinukleotid (FAD), Flavinmononukleotid (FMN) und in Gegenwart von Häm und dem Calcium-bindenden Protein (Calmodulin, CaM) mit katalytischer Hilfe von NO-Synthasen (NOS) aus der Aminosäure L-Arginin und Sauerstoff. Als Nebenprodukte entstehen dabei Citrullin und Wasser. Von den bisher identifizierten NOS-Isoformen sind die endotheliale NOS (eNOS oder NOS 3) und die neuronale NOS (nNOS oder NOS 1) konstitutiv exprimierte Enzyme. Daneben existiert eine transkriptionell induzierbare Isoform (iNOS oder NOS 2). Alle Isoformen besitzen hohe Sequenz-Homologie mit der Cytochrom P450-Reduktase.

### Physiologische Anpassung
In Anpassung an das Leben im Hochland auf 4000 Metern verfügen Tibeter über zehnmal so viel NO im Blut wie Tieflandbewohner. Die dadurch bewirkte Verdoppelung ihres Blutflusses ermöglicht ihnen eine angemessene Sauerstoffversorgung.